# آرون كوبلاند

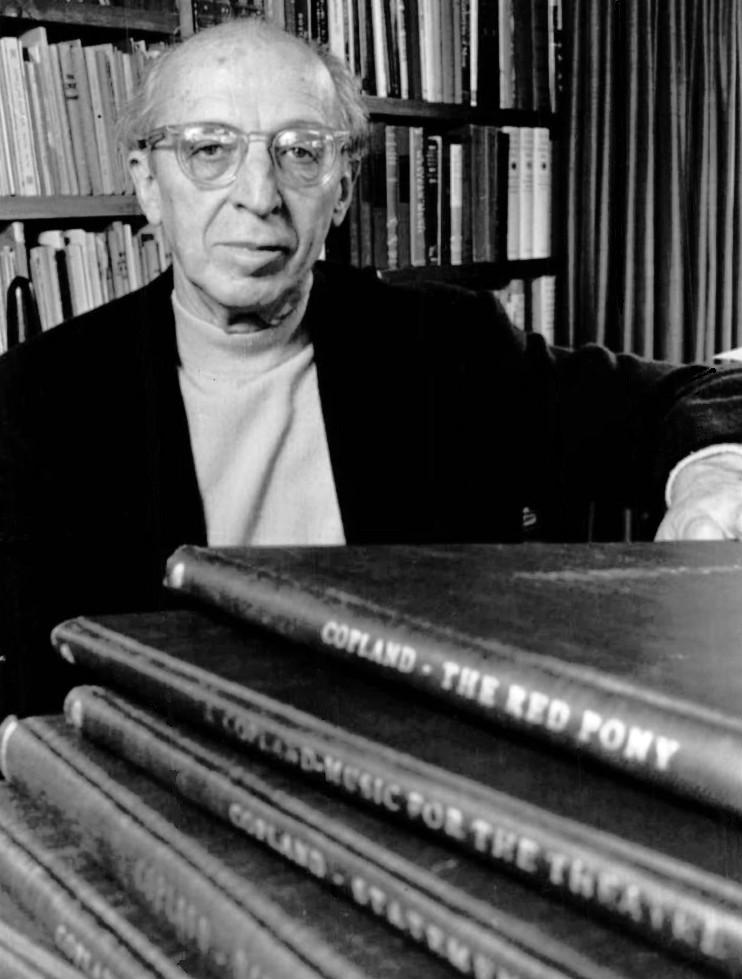
آرون كوبلاند في حفلات الشباب الموسيقية 1970.

آرون كوبلاند بالإنجليزية Aaron Copland (و. 14 نوفمبر 1900 – ت. 2 ديسمبر 1990) مؤلف موسيقي أمريكي ومدرس للتأليف الموسيقي وكاتب ولاحقا في مشوراه الفني مايسترو لموسيقاه والموسيقى الأمريكية الأخرى. اعتبره الكثير أبرع موسيقي أنجبته الولايات المتحدة، ابتكر أعمالا هامة منذ العشرينات، معرفا الموسيقى الأمريكية أثناء هذا وساعد في تحريرها من المحاكاة الغالبة للنماذج الأوروبية. دوره في تطور الهوية الموسيقية لأمريكا واسعة بشكل فريد.

## حياته
كان الأصغر من خمسة أبناء، ولد لأبوين هما هاريس وسارة كوبلاند، كانا مهاجرين يهود من لتوانيا امتلكا متجر في بروكلين. بدأ تلقي دروس في البيانو عام 1913، وفي عام 1917 شرع في دراسة الهارموني والكونترابنط مع روبن جولدمارك. عقب تخرجه من مدرسة البنين الثانوية في بروكلين عام 1918، قرر مواصلة دراساته مع جولدمارك (الذي ظل معه حتى عام 1921) بدلا من الالتحاق بالكلية. في عام 1921 اتخذ كوبلاند الخطوة الحاسمة لترك نيويورك ليسجل في الكونسرفتوار الأمريكي الذي أسس حديثا في فانتنبلو، خارج باريس. درس البيانو مع ريكاردو فينر، حيث قاد مع ألبرت ولف، والتأليف والتوزيع مع ناديا بولانجييه. باريس أيضا احضرت اتصاله مع المايسترو سيرج كوسفتزكي، الذي أصبح نصيرا كبيرا لأعمال كوبلاند. في نهاية رحلة كوبلاند لباريس، اقترح كسوفتزكي أن يؤلف عمل لبولانجييه لتعزفه في جولة قادمة لأمريكا. النتيجة كانت "سيمفونية الأرغن والأوركسترا 1924” عرضت أول مرة عام 1925 في قاعة كارنيجي بقيادة والتر دامروش وجمعية نيويورك السيمفونية، حيث كانت بولانجييه العازفة الصولو. وكان كوبلاند نفسه عازف صولو حين عرض كوسفتزكي وأوركسترا بوسطن السيمفوني عمله "كونشرتو البيانو" عام 1927.
وفي عام 1929 دخل كوبلاند مسابقة فاز بها بجائزة قدرها 5000 دولار لعمله "سيمفونية راقصة"، أكملها عام 1925.
وفي عام 1930 كتب "تنويعات للبيانو" وهو عمل يتميز بالحيوية والجمال المهيب، وأحد الأعمال التي تتطلب مهارة في الأداء للبيانو الصولو التي تم كتابتها في القرن العشرين.
أكبر إنجاز لكوبلاند كمؤلف كان ابتكاره للغة موسيقية كانت أصلية ومألوفة، معاصرة لكن مفهومة، وقادرة على توصيل مجال واسع من العاطفة. الأعمال التي كتبها بهذا الأسلوب خلال الثلاثينات والأربعينات، في حين كانت النوت التي تقل حداثة المستوحاة من أعمال سترافنسكي في شبابه، كانت في السابق أكثر تعقيدا وفي الوقت نفسه أسهل للجماهير متابعتها. النوتة الأولى التي تجسد بالكامل هذا المنهج كان «الصالون المكسيكي» الذي يستعرض أنغام راقصة مكسيكية لإعادة تقديمها بشكل متقدم هارمونيا ومبهر إيقاعيا. أكمل كوبلاند في هذا التيار مع أعماله الكبرى التالية، الباليهات «الصبي بيلي» و«روديو» التي اعتمد فيها على أغاني رعاة البقر التقليدية، و«لوحة لنكولن» للميكروفون والأوركسترا التي تقتبس فقرات مختارة بعناية ومحررة من رسائل لنكولن وخطبه وتستخدم أغنيتين شعبيتين – «سباقات كامب تاون» و«جبل سبرنجفيلد». في هذه الأعمال استحضر كوبلاند المناظر الطبيعية الأمريكية مع اتساعها وتفاؤل الشخصية الأمريكية باستخدام ألحان تعتمد على فواصل كبيرة نسبيا والسماح لها بأن تصدر أصوات في مساحات هارمونية مفتوحة على مصراعيها.
مثل باليه "الربيع الأبالاشي: كتبه لمارثا جراهام، والسيمفونية الثالثة قمة هذه المرحلة من مشوار كوبلاند الفني. يوجد فيبراتو في الربيع الأبالاشي، الألحان لم تعد اقتباسات لكن تصورات أصلية. الشعور كما هو: مزيج من الرقة والنصر، خيم عليه هنا وهناك لحظات من اليأس واللغز وبالإحساس المر العذب للحنين، الذي أحياه في مكان آخر ألحان ليست دوما "سعيدة" لكن إيجابية في النهاية.
نظرا لنجاح أعماله السيمفونية، مال كوبلاند لأن يتم التغاضي عنه كمؤلف لموسيقى الحجرة والموسيقى الصوتية. لكن العديد من الأعمال الآلية الأقصر، بما فيها «تنويعات البيانو» والدويتو للفلوت والبيانو، أصبحت كلاسيكيات لنوعها، وألحانه الغنائية ضمن الأربع التي قام بها أي أمريكي، خاصة المجموعة «12 قصيدة لإيملي ديكنسون» والتوزيعات البارعة لعمل «الأغاني الأمريكية» القديمة. أسلوب كوبلاند يستمر حتى أوبراه «الأرض الرقيقة» التي عرضت لأول مرة في أوبرا مدينة نيويورك عام 1954.
مشوار كوبلاند الفني اتخذ اتجاها جديدا مع مقطوعة أوركسترالية كبرى هي «دلالات»، كلفه بكتابتها أوركسترا نيويورك الفيلهارموني بمناسبة افتتاح القاعة الفيلهارمونية في مركز لينكولن. هذا العمل يستكشف أسلوب الإثني عشرة نغمة.
في أوائل السبعينات، بدأت أعراض فقدان الذاكرة تؤثر على كوبلاند، وظهر لمرات قليلة خلال العقد الأخير، رغم أنه سجل ذكرياته في حوارات أجراها مع المؤرخ فيفيان برليس، الذي قدم المادة في مجلدين من السيرة الذاتية، هما :
1. "كوبلاند: 1900 حتى 1942”
2. "كوبلاند: منذ 1943”.

ابتكر مؤلفون آخرون موسيقى أمريكي في روحها وطوروا مصطلحات مميزة وفريدة، لكن كوبلاند فعل شيئا آخر – في عمل مثل «الصالون المكسيكي» و«بيلي الفتى» و«روديو» و«الربيع الأبالاشي» والسيمفونية الثالثة، منح صوتا للشخصية الأمريكية. قبل ابتكار هذه الأعمال المحبوبة، كتب مقالات ناجحة عن اللغة الخاصة بالجاز والمتأثرة بسترافنسكي السائدة في العشرينات، وفي سنوات لاحقة أظهر أن بإمكانه تحقيق النجاح باستخدام أسلوب الاثنتي عشرة نغمة. حتى حين كان يكتب مقطوعات بشكل شعبي، أيضا كتب موسيقى صعبة ولم يبذل مجهودا ليصبح مشهورا، لكن هذه الأعمال احتفظت بمكانا في برامج الحفلات ببساطة لأنها كانت جيدة.

## جوائزالأوسكار
كما تظهر في أعماله للموسيقى التصويرية للأفلام، أهمها «المهر الأحمر» و«الوريث»، التي نال عنها كوبلاند جائزة الأوسكار.

## مؤلفاته
إضافة إلى ابتكار كم كبير من الأعمال، كتب كوبلاند عن الموسيقى، وقاد أعماله وأعمال موسيقيين آخرين بشغف وفهم، وشجع المواهب الشابة كلما رآها، وتصرف بكرم واحترام نحو معجبيه، وكان هناك الكثير منهم. كتب ثلاثة كتب للقارئ العادي:
1. 1939: دليل المستمع للموسيقى
2. 1952:الموسيقى والخيال ،
3. 1960:كوبلاند حول الموسيقى .[7]

## روابط خارجية
- آرون كوبلاند على موقع IMDb (الإنجليزية)
- آرون كوبلاند على موقع الموسوعة البريطانية (الإنجليزية)
- آرون كوبلاند على موقع مونزينجر (الألمانية)
- آرون كوبلاند على موقع ألو سيني (الفرنسية)
- آرون كوبلاند على موقع ميوزك برينز (الإنجليزية)
- آرون كوبلاند على موقع أول موفي (الإنجليزية)
- آرون كوبلاند على موقع قاعدة بيانات برودواي على الإنترنت (الإنجليزية)
- آرون كوبلاند على موقع قاعدة بيانات الأفلام السويدية (السويدية)
- آرون كوبلاند على موقع إن إن دي بي (الإنجليزية)
- آرون كوبلاند على موقع أول ميوزيك (الإنجليزية)